# غواياكيل
غواياكيول (بالإسبانية: Guayaquil)‏ (رسميا: سانتياغو دي غواياكيل Santiago de Guayaquil) هي أكبر مدينة في الإكوادور وأكثرها ازدحاما بالسكان، كما تعد ميناء البلاد الرئيسي.
وتعتبر المدينة عاصمة إقليم غواياس غربي البلاد. ومدينة غواياكيل توجد على الضفة الغربية من نهر غواياس والذي يصب في خليج غواياكويل في المحيط الهادي.
وبسبب موقعها الهام تعد هذه المدينة مركز الصيد والصناعة الرئيسي في الإكوادور.
بلغ عدد سكان المدينة في عام 2001 نحو 1,985,379 نسمة، فيما بلغ عدد سكان غواياكيل الكبرى نحو 2,159,911 نسمة.
مؤسس المدينة هو مستكشف الأمازون فرانسيسكو دي أوريلانا يوم 25 يوليو 1538 وكانت قبلها قرية هندية.

## المناخ
يظهر الجدول التالي التغييرات المناخية على مدار السنة لغواياكيل:
| البيانات المناخية لـغواياكيل               | البيانات المناخية لـغواياكيل | البيانات المناخية لـغواياكيل | البيانات المناخية لـغواياكيل | البيانات المناخية لـغواياكيل | البيانات المناخية لـغواياكيل | البيانات المناخية لـغواياكيل | البيانات المناخية لـغواياكيل | البيانات المناخية لـغواياكيل | البيانات المناخية لـغواياكيل | البيانات المناخية لـغواياكيل | البيانات المناخية لـغواياكيل | البيانات المناخية لـغواياكيل | البيانات المناخية لـغواياكيل |
| الشهر                                      | يناير                        | فبراير                       | مارس                         | أبريل                        | مايو                         | يونيو                        | يوليو                        | أغسطس                        | سبتمبر                       | أكتوبر                       | نوفمبر                       | ديسمبر                       | المعدل السنوي                |
| ------------------------------------------ | ---------------------------- | ---------------------------- | ---------------------------- | ---------------------------- | ---------------------------- | ---------------------------- | ---------------------------- | ---------------------------- | ---------------------------- | ---------------------------- | ---------------------------- | ---------------------------- | ---------------------------- |
| الدرجة القصوى °م (°ف)                      | 37.2 (99.0)                  | 35.4 (95.7)                  | 37.3 (99.1)                  | 35.8 (96.4)                  | 35.2 (95.4)                  | 35.0 (95.0)                  | 34.1 (93.4)                  | 34.7 (94.5)                  | 34.4 (93.9)                  | 35.1 (95.2)                  | 35.4 (95.7)                  | 36.7 (98.1)                  | 37.3 (99.1)                  |
| متوسط درجة الحرارة الكبرى °م (°ف)          | 31.2 (88.2)                  | 31.2 (88.2)                  | 32.2 (90.0)                  | 32.0 (89.6)                  | 31.2 (88.2)                  | 29.8 (85.6)                  | 29.1 (84.4)                  | 29.7 (85.5)                  | 30.5 (86.9)                  | 30.2 (86.4)                  | 31.1 (88.0)                  | 31.8 (89.2)                  | 30.8 (87.4)                  |
| المتوسط اليومي °م (°ف)                     | 27.1 (80.8)                  | 27.3 (81.1)                  | 28.0 (82.4)                  | 27.8 (82.0)                  | 26.9 (80.4)                  | 25.7 (78.3)                  | 25.0 (77.0)                  | 25.2 (77.4)                  | 25.5 (77.9)                  | 25.6 (78.1)                  | 26.2 (79.2)                  | 27.1 (80.8)                  | 26.5 (79.7)                  |
| متوسط درجة الحرارة الصغرى °م (°ف)          | 23.0 (73.4)                  | 23.4 (74.1)                  | 23.7 (74.7)                  | 23.5 (74.3)                  | 22.6 (72.7)                  | 21.5 (70.7)                  | 20.8 (69.4)                  | 20.7 (69.3)                  | 20.5 (68.9)                  | 20.9 (69.6)                  | 21.3 (70.3)                  | 22.4 (72.3)                  | 22.0 (71.6)                  |
| أدنى درجة حرارة °م (°ف)                    | 20.0 (68.0)                  | 15.8 (60.4)                  | 19.9 (67.8)                  | 19.4 (66.9)                  | 18.5 (65.3)                  | 17.6 (63.7)                  | 17.0 (62.6)                  | 17.2 (63.0)                  | 17.2 (63.0)                  | 17.8 (64.0)                  | 17.0 (62.6)                  | 18.0 (64.4)                  | 15.8 (60.4)                  |
| الهطول مم (إنش)                            | 200.7 (7.90)                 | 332.0 (13.07)                | 315.7 (12.43)                | 207.7 (8.18)                 | 62.6 (2.46)                  | 34.0 (1.34)                  | 15.6 (0.61)                  | 1.2 (0.05)                   | 1.5 (0.06)                   | 5.6 (0.22)                   | 29.1 (1.15)                  | 68.0 (2.68)                  | 1٬263٫2 (49.73)              |
| متوسط أيام هطول الأمطار (≥ 1.0 mm)         | 12                           | 14                           | 15                           | 10                           | 4                            | 1                            | 0                            | 0                            | 0                            | 1                            | 0                            | 2                            | 59                           |
| المصدر #1: المنظمة العالمية للأرصاد الجوية |                              |                              |                              |                              |                              |                              |                              |                              |                              |                              |                              |                              |                              |
| المصدر #2: NOAA                            |                              |                              |                              |                              |                              |                              |                              |                              |                              |                              |                              |                              |                              |

## توأمة
لغواياكيل اتفاقيات توأمة مع كل من:
- كالي
- هيوستن
- بونتا دل إيستي
- بايتا
- كونثبثيون
- سانتياغو
- شانغهاي (2001 - )
- حيفا
- بارانكيا
- ماراكايبو [7]

## أعلام
- كارلوس البرتو ديل ريو أرويو
- ألفريدو بالاسيو
- خوليو خاراميو
- رفاييل كوريا
- فريدريك أشتون
- فيسنتي رامون روكا
- خوسيه خواكين دي أولميدو
- توماس ناست
- كريستيان نوبوا
- ليون فيبريس كورديرو

## وصلات خارجية
- موقع البلدية الرسمي